# Mitrydates II Arsacyda
Mitrydates II Wielki Arsacyda (zm. 88 p.n.e.) – król Partów, syn Artabanusa I.
Mitrydates pochodził z dynastii Arsacydów, był królem Partów od roku 123 p.n.e. Umocnił państwo, osłabione wcześniejszymi najazdami sąsiadów. Na początku panowania poskromił bunt swego brata Himerusa i odzyskał królestwo Characene rządzone przez Hyspaosinesa.
Władca przeprowadził także wielką reformę wojska. W roku 115 p.n.e. podbił Armenię osadzając na tronie Tigranesa II Wielkiego. W 113 p.n.e. zajął część Mezopotamii, rządzonej przez Seleucydów, opierając granicę o rzekę Eufrat. Prowadził wojny z Rzymem. Odnowił także staroperską tradycję używania tytułu „król królów”.
Z czasów panowania Mitradytesa II odnotowany został pierwszy kontakt z Chinami – przybycie poselstwa chińskiego cesarza Wu. Następnie dwukrotnie (w 104 i 107 p.n.e.) chińskie wojska zaatakowały Partię dochodząc do Fergany. Najprawdopodobniej celem tych najazdów było zdobycie koni z Fergany, w celu wzmocnienia kawalerii koniecznej do walki z Xiongnu atakującymi północne Chiny.